# Товарищ Ким отправляется в полёт
«Товарищ Ким отправляется в полёт» (кор. 김동무는 하늘을 난다, также встречается название «Товарищ Ким хочет летать») — северокорейский художественный фильм, снятый в 2012 году. Первый фильм КНДР, в работе над которым приняли участие западноевропейские режиссёры. Фильм демонстрировался на XII Пхеньянском международном кинофестивале, получил приз за лучшую режиссёрскую работу.

## Сюжет
Фильм рассказывает о 29-летней северокорейской девушке Ким Ен Мин, с детства мечтавшей стать воздушной акробаткой. После смерти матери, по требованию отца она вынуждена работать в шахте, при этом, однако, не оставляя свою мечту.